# Maximális ideál
Egy maximális ideál az algebrában, azon belül a gyűrűelméletben egy olyan ideál, ami a valódi ideálok között tartalmazásra nézve maximális.

## Definíciók
Legyen {\displaystyle R} egy gyűrű és {\displaystyle I\subsetneq R} egy valódi ideál. Ekkor {\displaystyle I} maximális kétoldali ideál, ha a következő ekvivalens tulajdonságok teljesülnek:
- Nem létezik olyan {\displaystyle J\subsetneq R} valódi ideál, hogy {\displaystyle I\subsetneq J}.
- Minden {\displaystyle J} ideálra {\displaystyle I\subseteq J}-ből következik, hogy {\displaystyle I=J} vagy {\displaystyle J=R}.
- Az {\displaystyle R/I} faktorgyűrű egyszerű.

Analóg módon definiálhatók a egyoldali maximális ideálok is; a következőkben csak a jobboldali definíciók szerepelnek. Legyen {\displaystyle A\subseteq R} egy jobbideál. Ekkor {\displaystyle A} jobboldali maximális ideál, ha a következő ekvivalens feltételek teljesülnek:
- Nem létezik olyan {\displaystyle B\subsetneq R} valódi jobbideál, hogy {\displaystyle A\subsetneq B}.
- Minden {\displaystyle B} jobbideálra {\displaystyle A\subseteq B}-ből következik, hogy {\displaystyle A=B} vagy {\displaystyle B=R}.
- Az {\displaystyle R/A} faktormodulus egyszerű.

Az egy- illetve kétoldali maximális ideálok fogalma a minimális ideálok fogalmának duálisa.

## Példák
- Testekben az egyetlen maximális ideál {\displaystyle \{0\}}.
- A {\displaystyle \mathbb {C} [x]} polinomgyűrű maximális ideáljai az {\displaystyle x-c} elemek által generált főideálok, ahol {\displaystyle c\in \mathbb {C} }.
- A racionális egész számok {\displaystyle \mathbb {Z} } gyűrűjében a maximális ideálok a prímszámok által generált főideálok.
- Általánosabban egy főidálgyűrű maximális ideáljai a nemnulla prímideálok.
- Egy algebrailag zárt {\displaystyle K} test feletti {\displaystyle K[X_{1},\ldots ,X_{n}]} polinomgyűrű maximális ideáljai az {\displaystyle (X_{1}-a_{1},\ldots ,X_{n}-a_{n})} alakú ideálok (ez az úgynevezett gyenge Nullstellensatz).

## Tulajdonságok
- Ha {\displaystyle R} egységelemes kommutatív gyűrű és {\displaystyle {\mathfrak {m}}\subseteq R} ideál, akkor {\displaystyle {\mathfrak {k}}=R/{\mathfrak {m}}} akkor és csak akkor test, ha {\displaystyle {\mathfrak {m}}} maximális ideál. Ilyenkor {\displaystyle {\mathfrak {k}}}-t az {\displaystyle {\mathfrak {m}}} maximális ideál maradéktestének nevezzük. Az állítás nem-egységelemes gyűrűkben nem igaz: {\displaystyle 4\mathbb {Z} \subset 2\mathbb {Z} } maximális ideál, de {\displaystyle 2\mathbb {Z} /4\mathbb {Z} } nem test.
- Krull tétele: minden nemzéró egységelemes gyűrűben van maximális ideál. Az állítás igaz egyoldali ideálokra is.
- Kommutatív egységelemes gyűrűkben minden maximális ideál prímideál; a megfordítás általában nem igaz.

## Fordítás
- Ez a szócikk részben vagy egészben  a   Maximal ideal című angol Wikipédia-szócikk ezen változatának fordításán alapul.  Az eredeti cikk szerkesztőit annak laptörténete sorolja fel. Ez a jelzés csupán a megfogalmazás eredetét és a szerzői jogokat jelzi, nem szolgál a cikkben szereplő információk forrásmegjelöléseként.